# DoorDash

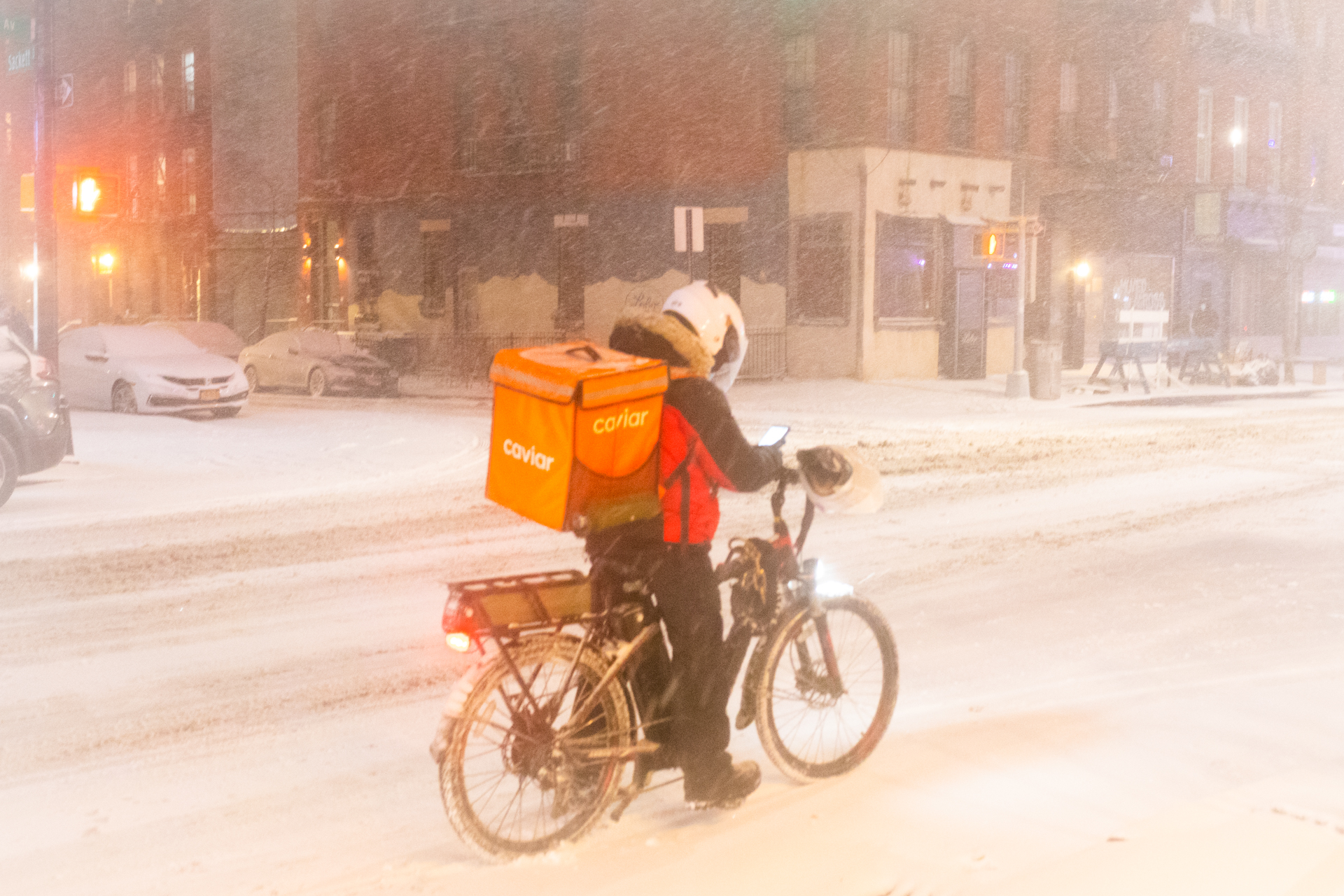
在紐約市暴風雪中騎著電動自行車的送貨員

DoorDash, Inc.是一家美国网上订餐和外送公司，  也是美国最大的外卖平台，拥有56%的市场份额，在便利店快遞领域也占有60%的市场份额。 截至2020年12月31日，有45万家商户上線该平台、消费者數量達2000万，此外還有超过100万名外賣員和快遞員。 
DoorDash於2012年由徐迅、安迪·方和湯瑋銳创立。 2020年12月9日，该公司首次公开募股，之後成为上市公司。 